# Tobias Seyb
Tobias Seyb (* 5. Mai 1961 in Besigheim) ist ein deutscher Musiker und Komponist.
Seybs Hauptinstrumente sind Gitarre und Violine. Er bewegt sich musikalisch übergreifend in den Bereichen klassische Musik, Rock/Pop/Jazz und Weltmusik/Folk. Als Gitarrist ist Seyb beeinflusst von modernen Jazz/Bluesmusikern wie Larry Carlton, Scott Henderson und Robben Ford.
Er war schon vor dem Abitur Kompositionsschüler bei Hans Georg Pflüger in Bietigheim-Bissingen. Ab 1984 studierte er in Heidelberg und Mannheim Musikwissenschaft und Germanistik, Chor- und Orchesterleitung bei Peter Braschkat und Violine bei Klaus Assmann.
Mit Hans-Jürgen Hufeisen und Richard Geppert komponierte er das Musiktheaterstück Der kleine Mensch. 1986 entstand die Auftragskomposition des Oratoriums Die Erde für großes Orchester, Chor, Solisten, Band gemeinsam mit Richard Geppert und Klaus-Dieter Kienzle (Text von Birgit Kley), das auch bei Hammer Musik auf Tonträger veröffentlicht wurde. Weiterhin komponierte er zusammen mit Geppert das Rock-Oratorium Moses, zahlreiche weitere Songs und Kompositionen folgten (1991 The Songs Of Distant Earth nach einem Roman von Arthur C. Clarke).
Darüber hinaus produzierte er auf eigenem Label zahlreiche CDs, auch mit klassischer Musik, zuletzt Liederzyklen Winterreise, Die schöne Müllerin und Dichterliebe mit Sakellari/Gutensohn.
Seit Beginn seiner Karriere wirkt er in zahlreichen Bands und Ensembles mit. Zurzeit spielt er hauptsächlich mit seiner Band Seyb & Friends. Als Violinist spielt er neben Klassik und Rock auch Irish Folk. Ein regelmäßig durchgeführtes Projekt ist die „SuperSession“, bei der neben seiner Band immer ausgesuchte Gastmusiker mitspielen.

## Werke (Auswahl)
- Ein kleiner Mensch (Musiktheater, mit Richard Geppert und Hans-Jürgen Hufeisen)
- Moses (Rockoratorium, mit Richard Geppert)
- Die Erde (Oratorium f. Chor und Orchester, mit Richard Geppert, Klaus-Dieter Kienzle und Birgit Kley), veröffentlicht bei Hammer Music Stuttgart

- The Songs Of Distant Earth
- Things Are Not Always What They Seem
- Nitetrain (f. Streichquartett)

## CD-Produktionen (Auswahl)
(Alle veröffentlicht bei think different! productions, Bietigheim-Bissingen/Kirchheim)
- Stille (Peter Traa/Tobias Seyb) (td 0001-3)

Drei Liederzyklen mit Sakellari/Gutensohn:
- Winterreise (td 0011-3)
- Die schöne Müllerin (td 0015-3)
- Dichterliebe (td 0016-3)

Pop/Jazz:
- Saitenwind (Saitenwind) (td 0002-3)
- Decision (Decision) (td 0006-3)
- Bit 2 Hot (Clemens Orth Trio) (td 009-3)

Co-Produktion mit Akademie Schloss Solitude, Stuttgart:
- Ricardas Kabelis: CCC u. a. (td 0005-3)